# Haplochrois ochraceella
Haplochrois ochraceella ist ein Schmetterling (Nachtfalter) aus der Familie der Grasminiermotten (Elachistidae).

## Merkmale
Die Falter erreichen eine Flügelspannweite von 10 bis 15 Millimeter. Der Kopf ist fahl ockergelb. Die Fühler sind gelblich weiß und braun geringelt. Thorax und Tegulae sind ockergelb. Die Vorderflügel sind ockergelb, am Apex sind ockerbraune Schuppen eingestreut. Die Fransenschuppen sind ockergelb. Die Hinterflügel sind grau, bei den Männchen grob beschuppt, etwas feiner dagegen bei den Weibchen.
Bei den Männchen sind die distalen knaufförmigen Enden des Gnathos kleiner als die doppelte Länge des Tegumens. Die Valven sind klein und rundlich. Die Anellus-Lappen sind gestreckt, distal verbreitert und dreieckig sowie mit drei kurzen Stachelreihen und einem geraden Stachel an der Innenseite versehen. Der Saccus ist distal schmal und zwei Drittel so lang wie das Tegumen. Der Aedeagus ist gerade und hat eine gebogene fingerförmige apikale Protrusion. 
Bei den Weibchen sind die Apophysen sehr kurz und nahezu gerade. Die Genitalplatte ist halbrund und hat kräftige Seitenränder. Der Ductus bursae bildet zwei Schlingen, bevor er in das Corpus bursae mündet. Das Corpus bursae ist nahezu kreisrund. Das Signum ist unregelmäßig dreieckig und hat in der Mitte einen stachligen Steg.

## Verbreitung
Haplochrois ochraceella ist in Südeuropa verbreitet und wurde in den letzten Jahrzehnten auch lokal in Mitteleuropa gefunden.

## Biologie
Über die Biologie der Art ist bisher nichts bekannt. Die wenigen bekannten Exemplare wurden von Anfang Juni bis Anfang August gesammelt.

## Systematik
Aus der Literatur sind folgende Synonyme bekannt:
- Tetanocentria ochraceella Rebel, 1903